# سيدني شوبرت
سيدني شوبرت (بالإنجليزية: Sydney Schubert)‏ هو موظف مدني أسترالي، ولد في 1928، وتوفي في 2015.